# Pseudotremia valga
Pseudotremia valga är en mångfotingart som beskrevs av Loomis 1943. Pseudotremia valga ingår i släktet Pseudotremia och familjen Cleidogonidae. Inga underarter finns listade i Catalogue of Life.